# 小林洋一
小林 洋一（こばやし よういち、1949年7月21日 - ）は、日本の実業家。伊藤忠商事代表取締役副社長や、同社副会長、日本トルクメニスタン経済委員会会長、全国滋賀県人会連合会副会長、ヤマトホールディングス取締役等を歴任した。

## 人物・経歴
滋賀県大津市坂本出身。1973年神戸大学経営学部卒業、伊藤忠商事入社。2003年金属資源・石炭部門長。2004年執行役員。2006年代表取締役常務取締役金属・エネルギーカンパニープレジデント。2008年代表取締役専務。2010年取締役専務執行役員。
2011年伊藤忠商事代表取締役副社長執行役員社長補佐（金属・エネルギーカンパニー/機械・情報カンパニー管掌）、日本アゼルバイジャン経済委員会会長。2011年代表取締役副社長執行役員社長補佐（関西担当（兼）営業所掌）。同年から日本トルクメニスタン経済委員会会長も務め、グルバングル・ベルディムハメドフ大統領との会談を行うなどした。
2014年日本メコン地域経済委員会委員長。2015年伊藤忠商事顧問。2016年副会長。2018年ヤマトホールディングス取締役。東京滋賀県人会会長、全国滋賀県人会連合会副会長、関西経済同友会農業改革委員会委員長、日越大学構想推進に関する有識者会議委員、日本・ミャンマー商工会議所ビジネス協議会会長など務めた。